# Peyami Safa
Pour les articles homonymes, voir Safa.
Peyami Safa (né à Constantinople en 1899, mort dans la même ville, devenue Istanbul, le 15 juin 1961) est un écrivain et journaliste turc ayant rédigé, entre autres choses, un livre de grammaire française.

## Biographie

### Enfance
Peyami Safa vient d'une famille qui bien que pauvre comporte nombre d'intellectuels et de lettrés, son père Ismail Safa Bey est d'ailleurs un célèbre poète ottoman de son époque. Hormis son père, son oncle Ahmet Vefa était lui aussi poète, son autre oncle Ali Kamil Akyüz était écrivain, son grand frère Ilhami Safa était journaliste, tandis que son cousin Behçat Kami était écrivain et journaliste.
Le père de Peyami Safa meurt alors que ce dernier n'a que deux ans ce qui contraint Safa à retourner vivre chez sa mère à Istanbul où il grandit. À l'âge de huit ans il est touché par une maladie de la moelle osseuse dont il souffrira toute sa vie et à cause de laquelle il faillit être amputé du bras. Son refus et un traitement prolongé parvinrent à empêcher l'amputation mais cette dernière laisse des effets psychologiques marquant dont celui de la crainte de la résurgence de la maladie.

### Carrière
En raison de la pauvreté de sa famille Safa est obligé de commencer à travailler dans une imprimerie à l'âge de treize ans et ne peut suivre une éducation formelle.
Cependant il commence ses débuts dans le monde de la littérature à l'âge de quatorze ans en écrivant une histoire intitulée "Bir Mekteplinin Hatirati – Karanliklar Krali” (“Mémoires d'un Écolier – Le Roi des Ténèbres »)  qu'il parvient à faire publier. À la suite de cela il parvient à se faire employer par la Bogaziçi Rehber–i Ittihat Mektebi, étudia le Français, suivit des cours en psychologie et pédagogie et enseigna dans cette école pendant quelque temps. Plus tard il publia dans divers journaux des histoires traduites du Français et réussit à occuper une place dans le monde de l'édition.
À la suite de ces débuts, les journaux de la période publièrent ses différentes œuvres sous le titre « Asrin Hikayeleri » (« Histoires du Siècle »), il continua d'ailleurs tout au long de sa vie à écrire régulièrement pour la presse. L'année de sa mort d'une hémorragie cérébrale, il était devenu le principal écrivain du journal Son Havadis.

## Son œuvre
L'œuvre de Safa est particulièrement riche puisqu'il aborde presque tous les domaines de la littérature à l’exception de la poésie.
Romans : Gençligimiz (Notre Jeunesse, 1922), Sözde Kizlar (Soi-disant filles, 1928), Şimşek (Foudre, 1923), Mahser (Jugement dernier, 1924), Bir Aksamdi (Ce fut une soirée, 1924), Dokuzuncu Hariciye Kogusu (Neuvième Quartier Externe, 1930), Atilla (1931), Fatih – Harbiye (1931), Bir Tereddüdün Romani (Le roman d'une hésitation, 1933), Matmazel Noraliya’nin Koltugu (Le fauteuil de Mademoiselle Noraliya, 1949), Yalniziz (Nous sommes seuls, 1951),et Biz Insanlar (Nous les gens, 1959) 
Pièce de théâtre : Gün Doguyor (Day Breaks, 1937) 
Histoire : Din, Inkilap, Irtica (Religion, Révolution, Réaction, 1971), et Yazarlar, Sanatçilar, Meshurlar (Écrivains, Artistes, Personnes célèbres, 1976).
Essais : Zavalli Celal Nuri Bey (Le miserable Celal Nuri Bey, 1914), Büyük Avrupa Anketi (Le grand questionnaire Européen, 1938), Türk Inkilabina Bakislar (Perspectives sur la révolution turque, 1938), Felsefi Buhran (Crise philosophique, 1939), Millet ve Insan (Nation et individu, 1943), Mahutlar (Mentionné ci-dessus, 1959), Sosyalizm (Socialisme, 1961), Nasyonalizm (Nationalisme, 1962), Mistisizm (Mysticisme, 1962), Dogu – Bati Sentezi (Synthèse Est Ouest, 1968)¸ Nasyonalizm – Sosyalizm – Mistisizm (Nationalisme – Socialisme – Mysticisme, 1968), et Osmanlica – Türkçe – Uydurmaca (Ottoman – Turque – Fabriqués, 1970).
Travaux ayant été adaptés en films : Sözde Kizlar, (réalisé par Muhsin Ertugrul 1924, réalisé par Nejat Saydam 1967, réalisé par Orhan Elmas 1990), Beyaz Cehennem (L'enfer blanc, réalisé par Metin Erksan 1954), Cumbadan Rumbaya (De la baie vitrée à Rumba, réalisé par T. Demirag 1960), Dokuzuncu Hariciye Kogusu (réalisé par Nejat Saydam 1967, réalisé par Salih Diriklik 1985), Sabahsiz Geceler (Nuits sans lendemains, réalisé par E. Göreç 1968), et Cingöz Recai (Recai le rusé, réalisé par Server Bedi 1969).
 

## Thématiques abordées
Dans son premier roman Sözde Kizlar, Safa relate les détails de la vie sociale qui lui est contemporaine. À la suite de la publication de cette nouvelle il critiqua à plusieurs reprises les bases théoriques de cette œuvre.
Dans son roman Mahser, Safa aborde l'effondrement des valeurs morales de la société à la suite de la Seconde Guerre mondiale et critique durement cette dégénérescence.
Dans Fatih – Harbiye, Safa compare les vies sociales et culturelles de l'Occident et de l'Orient. Safa ressasse en adoptant une attitude pro-orient comment la société turque d'après guerre s'éloigne de la culture et du mode de vie oriental pour embrasser l'Occident.
Tout comme  Mahser, le roman Bir Tereddüdün Romani traite de la dégradation morale que connait la société. Ce roman est aussi doublé d'une réflexion sur les intellectuels de Turquie qu'il accuse de manquer de foi.
Le roman Matmazel Noraliya’nin Koltugu, relate les expériences d'un jeune homme passif qui croit aveuglément les événements extraordinaires qu'il vit et qu'il essaye d'expliquer sans trop de succès à travers des valeurs positivistes et matérialistes.
Safa a atteint une place prédominante dans la littérature turque à la suite du succès de son roman Dokuzuncu Hariciye Kogusu. Ce romain contient de nombreux indices sur sa vie personnelle. Le personnage principal qui n'est pas nommé souffre d'une blessure au genoux depuis l'âge de sept ans. Il est admis à l'hôpital à l'âge de quinze et apprend qu'il a une tuberculose osseuse. Dokuzuncu Hariciye Kogusu  traite des combats plein d'espoir du personnage principal contre la maladie, de son amour platonique et de la psychologie des patients de manière générale. Il s'agit du premier roman turc à traiter des enjeux de santé, à explorer la situation psychologique d'un patient, la relation patient/hôpital, ou encore l'accablement d'un jeune homme à la suite de la guerre.
Dans presque tous ses romans, Safa a entrepris d'établir des comparaisons sociologiques et psychologiques entre des périodes, des continents, des idéologies et des traditions.
À propos de ses propres écrits Safa divise sa carrière littéraire en trois périodes : 
Il pense que ses romans Sözde Kizlar et  Mahser sont des œuvres de jeunesse qu'il décrit comme « faibles ». Il incluse ses romans Simsek et Bir Aksamdi dans sa seconde période car ils sont marqués par des préoccupations sur l'esprit humain plutôt que sur la technicité de l'oeuvre.
Dans sa troisième et ultime période Safa inclut les œuvres Dokuzuncu Hariciye Kogusu, Fatih – Harbiye, and Bir Tereddüdün Romani, qu'il qualifie de la manière suivante, “Je sens que je suis devenu bien plus proche de mes buts d'écriture, et que je me débarrasse progressivement de la honte dont mes écrits précédents m'ont couverts”.
Les romans de Safa favorisent le spiritualisme sur le rationalisme, l'intuition sur la science, et plus important l'Orient sur l'Occident. Dans presque toutes ses oeuvres, Safa blâme l'Occident comme facteur d'introduction de la faiblesse morale et d'un manque de foi dans le mode de vie turc.